# Chiesa di San Pietro (Fivizzano)
La chiesa di San Pietro è un edificio sacro che si trova in località Cortila a Fivizzano.

## Storia
Della chiesa si ha traccia già nel XII secolo, quando fu segnalata come dipendente dall'abbazia di Canossa.